# Lago de Bled
El lago de Bled (en esloveno: Blejsko jezero) es un lago glaciar de los Alpes Julianos, situado al noroeste de Eslovenia. Está situado en la ciudad de Bled. 

## Geografía e historia

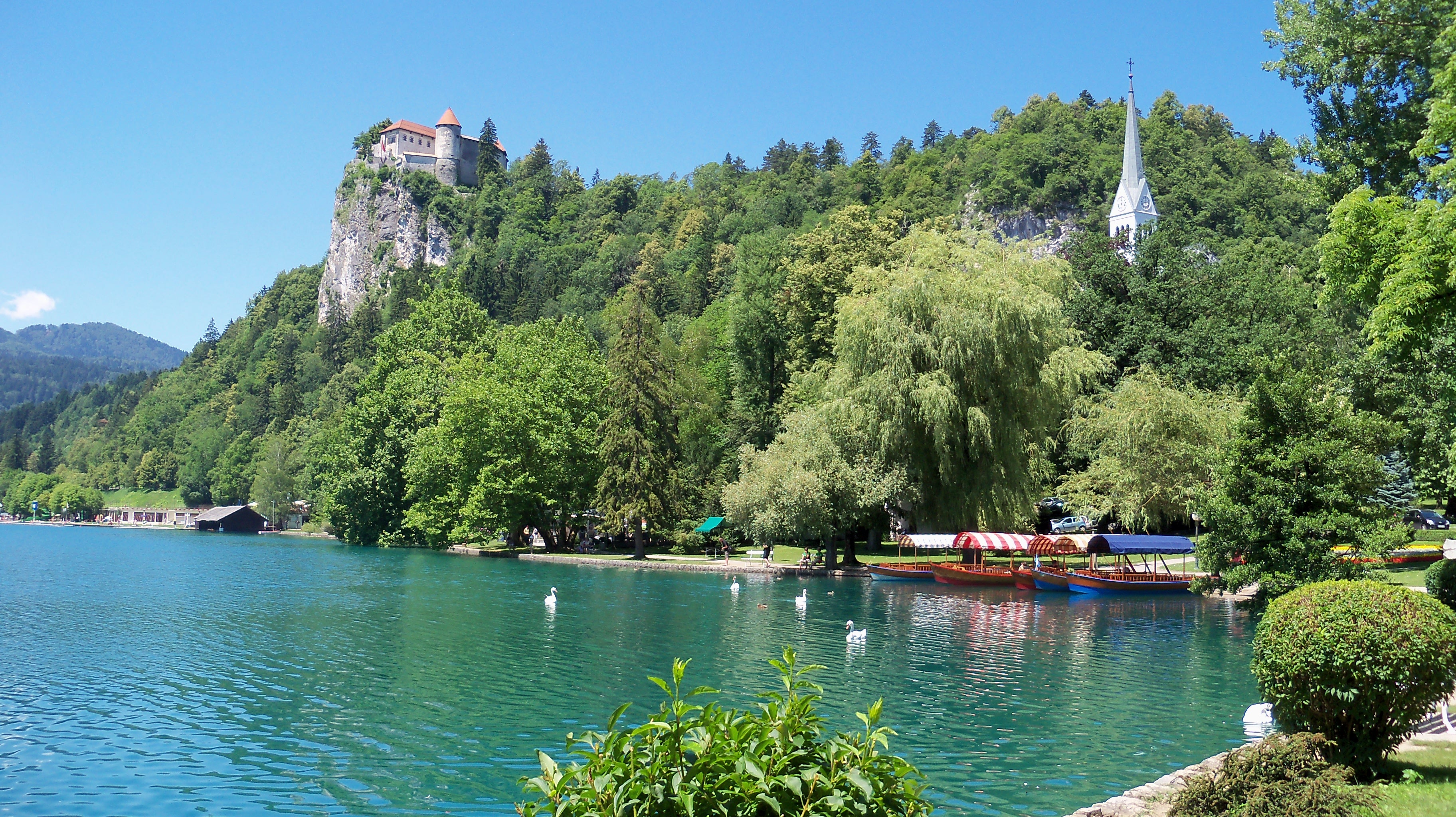
Lago de Bled.

Es uno de los lagos más bellos y turísticos de Eslovenia. Su longitud es de 2120 m y su anchura de 1380 m. Se encuentra a una altitud de 475 m s. n. m. y tiene una profundidad máxima de 30,6 m.
El lago está situado en un entorno pintoresco, rodeado de bosques y montañas.  El castillo medieval de Bled está situado sobre el lago en la orilla norte. El lago rodea la Isla de Bled, la única isla natural de Eslovenia. La isla tiene varios edificios, el principal es la iglesia, construida en el siglo XV. Hay que subir 99 peldaños para llegar hasta la iglesia. 
El lago es muy conocido entre los remeros por sus buenas condiciones para practicar ese deporte, y en él se ha organizado el Campeonato mundial de Remo en los años 1966, 1979, 1989 y 2011. 
El lago se encuentra a 35 kilómetros del Aeropuerto Internacional de Liubliana y a 55 km de la capital, Liubliana.

## Festival Bled Days and Bled Night
El festival de verano “Bled Days and Bled Night”, se celebra el penúltimo fin de semana de julio. La ciudad se llena de actividades que van desde una feria de artes y artesanías hasta conciertos al aire libre.
Cuando se hace de noche, empiezan a salir barcos por el lagos que van dejando velas caseras metidas en cáscaras de huevos que se quedan flotando en el agua. 
En total dejan 15.000 velas en el agua, que son fabricadas por el ciudadano local Andrej Vidic que las prepara durante algunos meses. La pastelería Zima, conocida por su tradicional “Pastel de Crema de Bled”, suministra las cáscaras de huevo. 

## Leyenda de la Campana de los Deseos
La campana de los deseos, según cuenta la leyenda, fue un regalo del Papa de Roma a la isla después de conocer la historia de la viuda Poliksena, la señora del lago que tras la desaparición de su marido mandó construir una campana fundiendo toda su riqueza para que sonara en su honor. Mientras la campana era trasladada a la isla, una tormenta hundió el barco y con él la campana. Cuenta la historia que de vez en cuando sigue sonando y, de hecho, el día de Navidad se celebra un evento muy especial en el que los buceadores la sacan y demuestran que realmente se encuentra ahí. 

## Galería de fotos

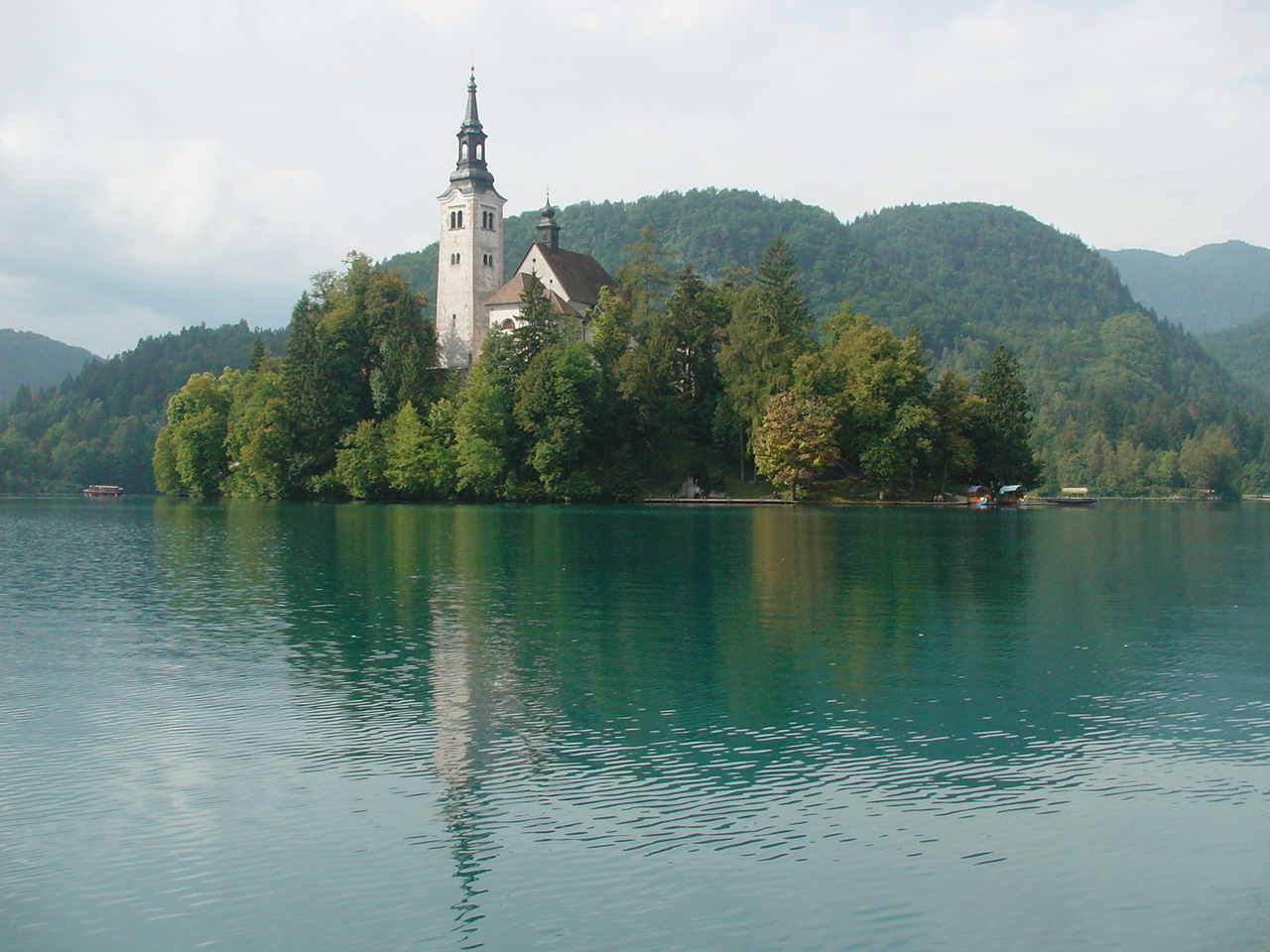
Isla en el lago
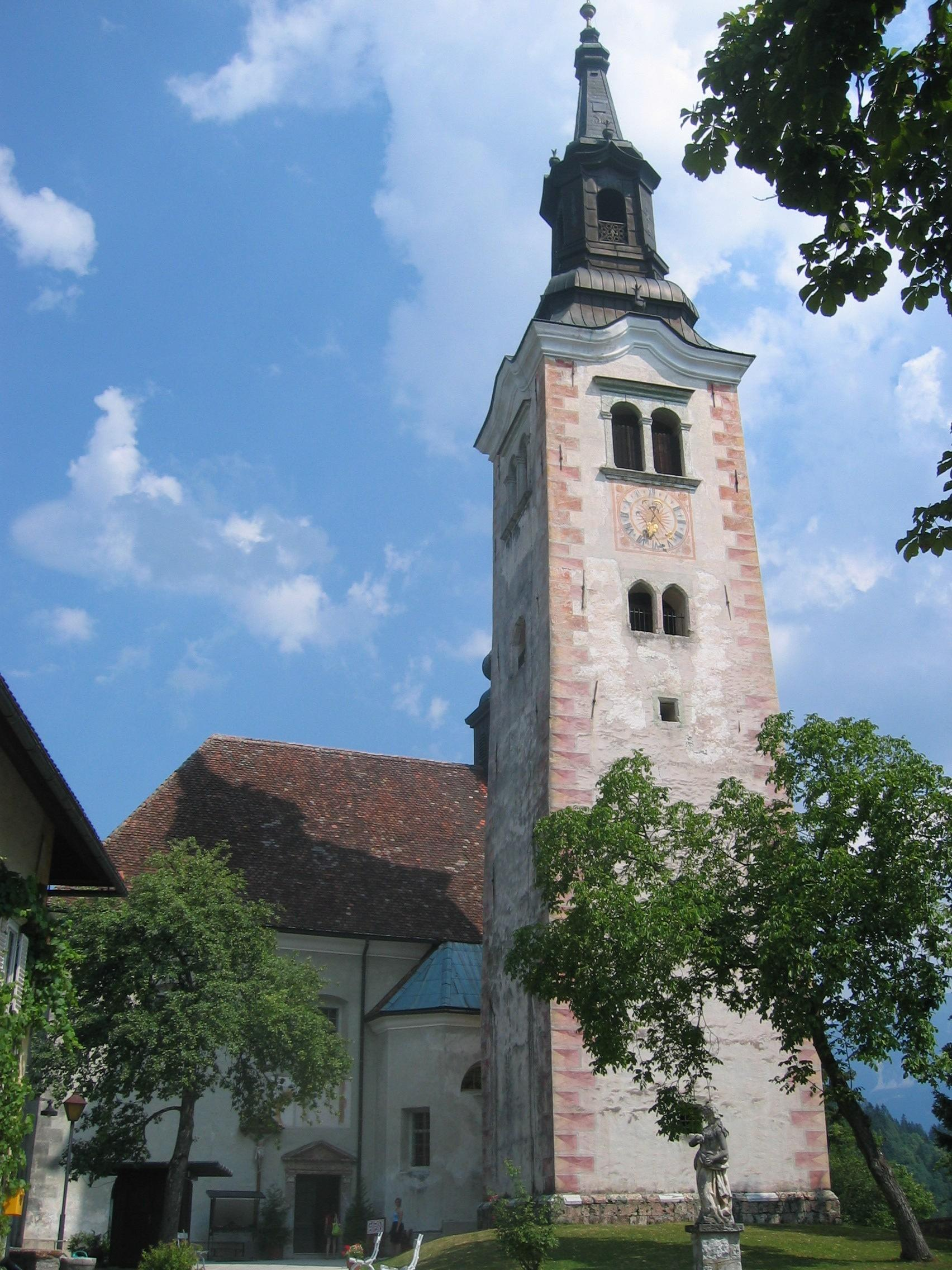
Iglesia de la isla de Bled
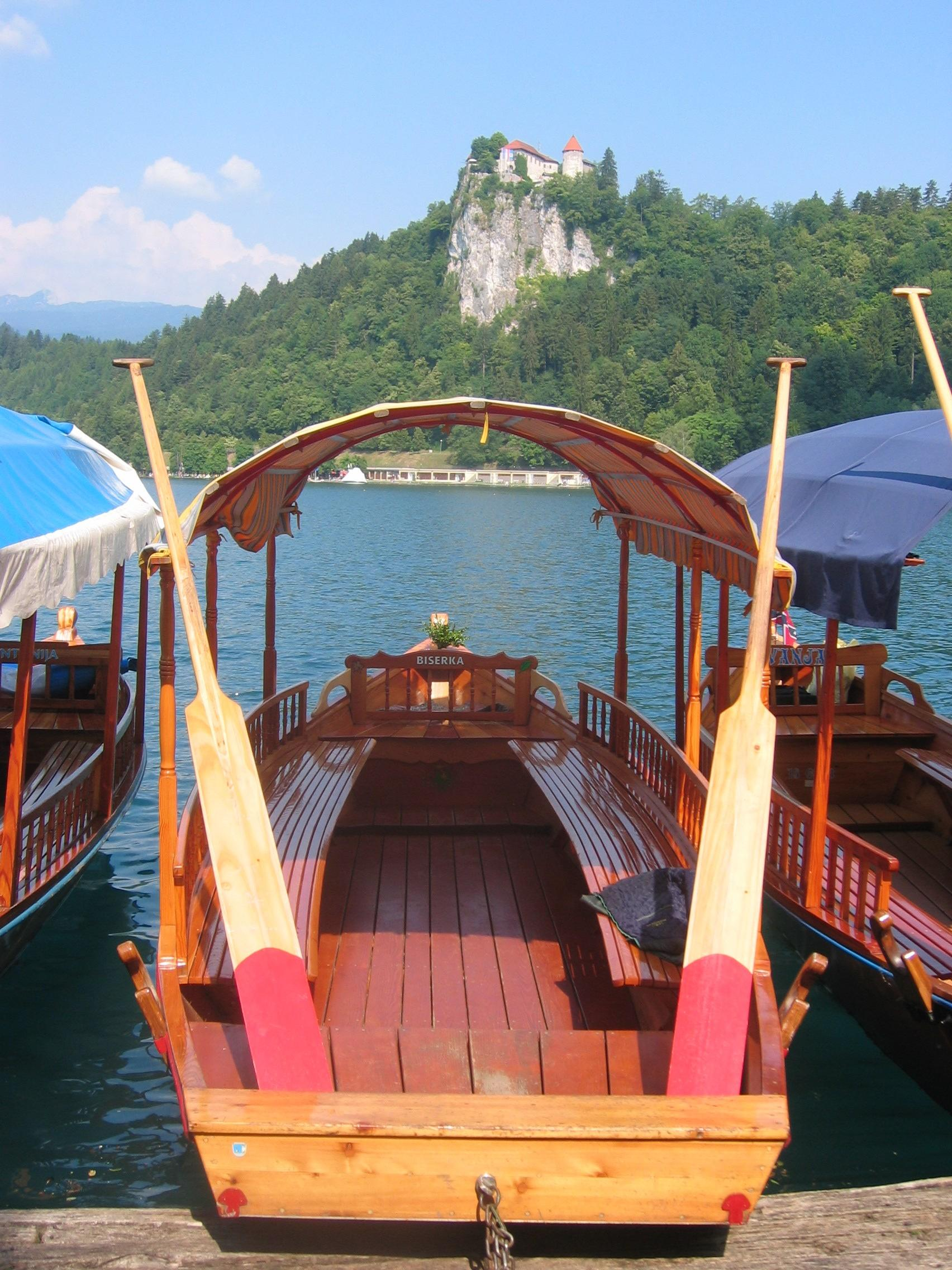
Pletna
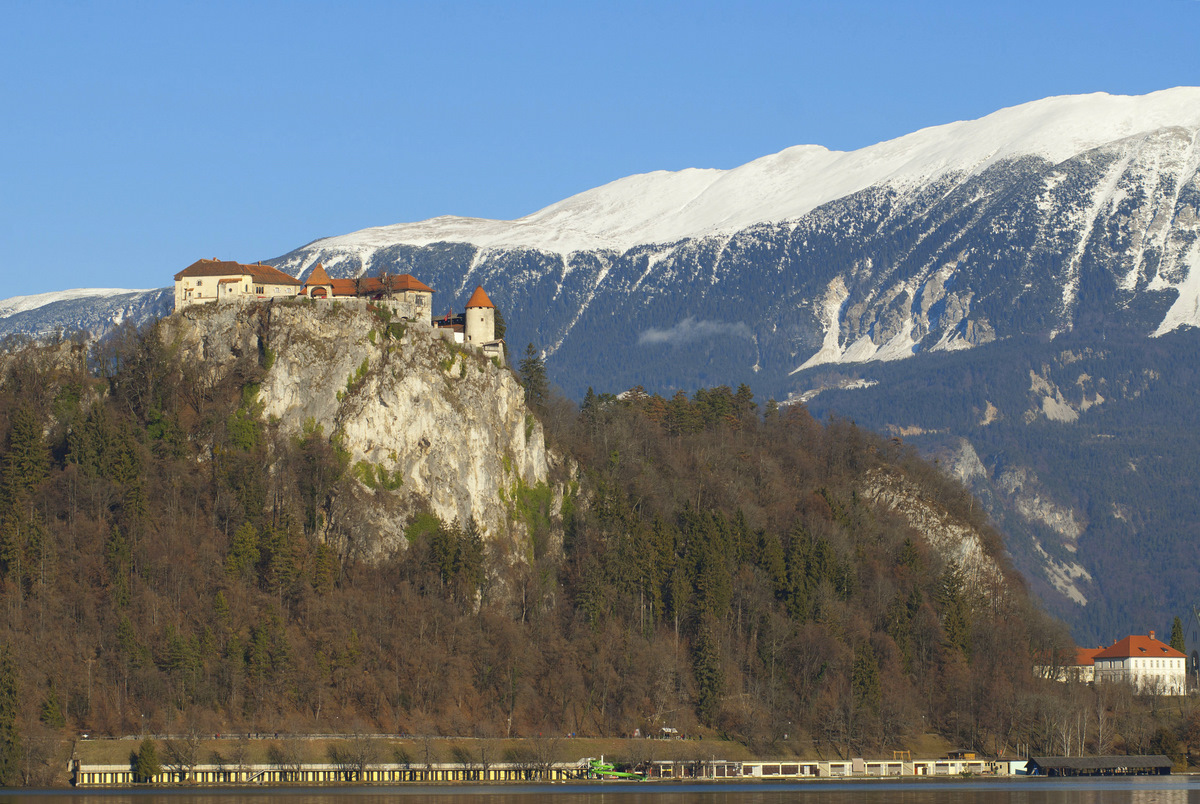
Castillo de Bled
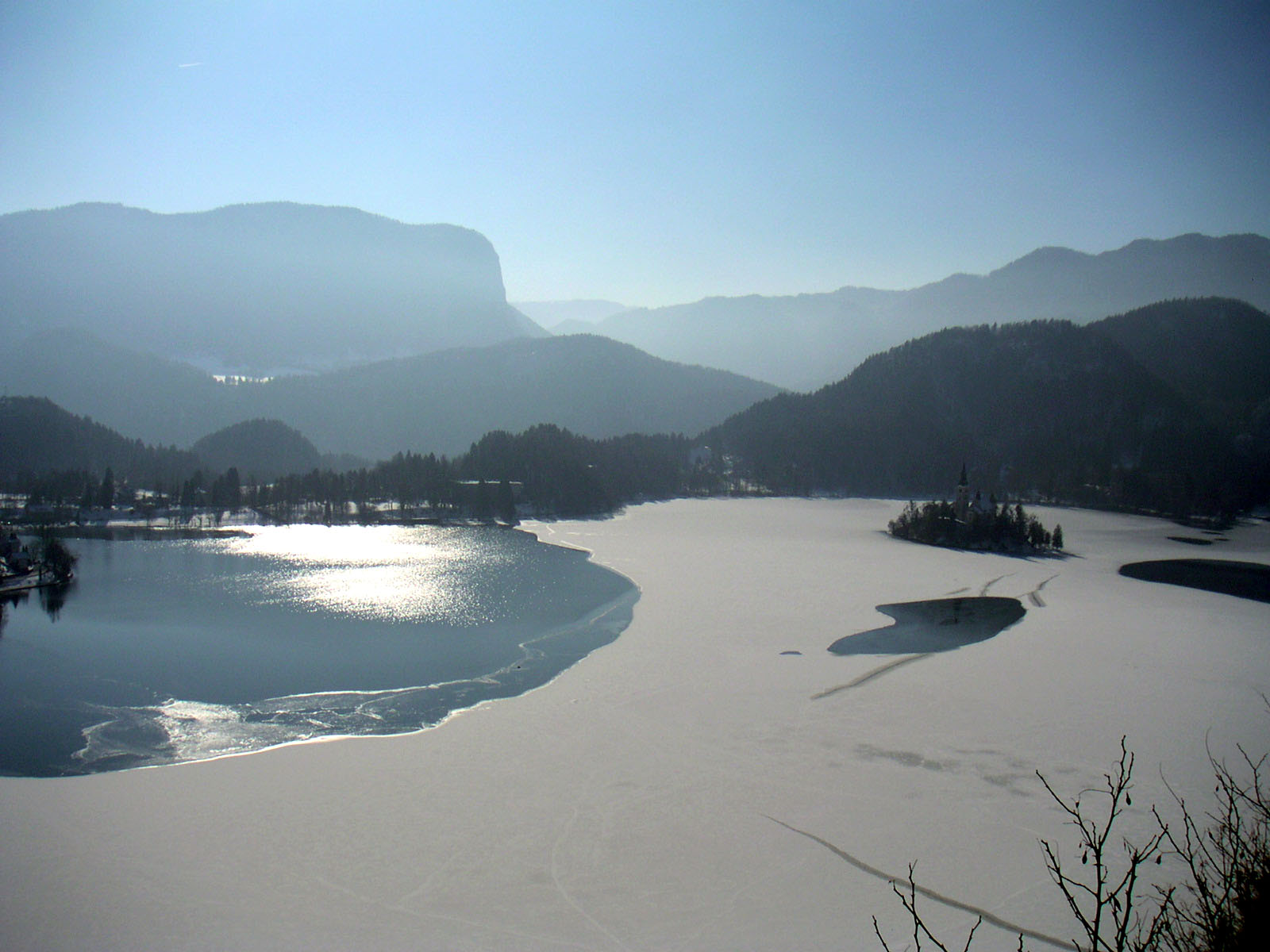
Lago medio helado
Panorámica desde el castillo (22MB)